# Hippodrome de Francheville
L'hippodrome de Francheville, également appelé « hippodrome Georges Pinsard » est un champ de courses situé en bordure de forêt. Il est situé à Mandres, dans le département de l'Eure et en région Normandie,.
L'hippodrome de Francheville est l'un des 17 hippodromes de la Fédération des Courses d'Île-de-France et de Haute Normandie.
C'est un hippodrome de 2e catégorie qui accueille des réunions de trot.

## Infrastructures
Avec sa piste en herbe de 1 000 mètres environ, corde à gauche, l'hippodrome dispose également d'un hall de paris et d'une tribune permettant d'accueillir le public.

## Courses
La piste de l'hippodrome propose deux distances de courses : 2 425 mètres et 2 975 mètres.
L'hippodrome de Francheville permet de parier en PMH (Pari Mutuel Hippodrome) sur les courses se déroulant sur sa piste mais propose également des prises de paris nationaux grâce à son guichet PMU.

## Galerie photos

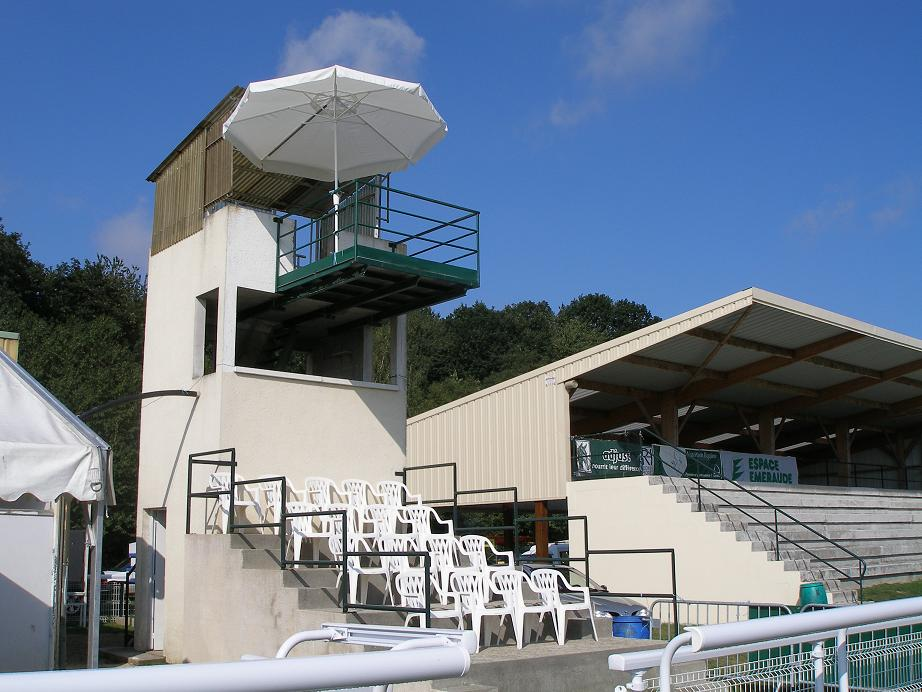
Tour des commissaires
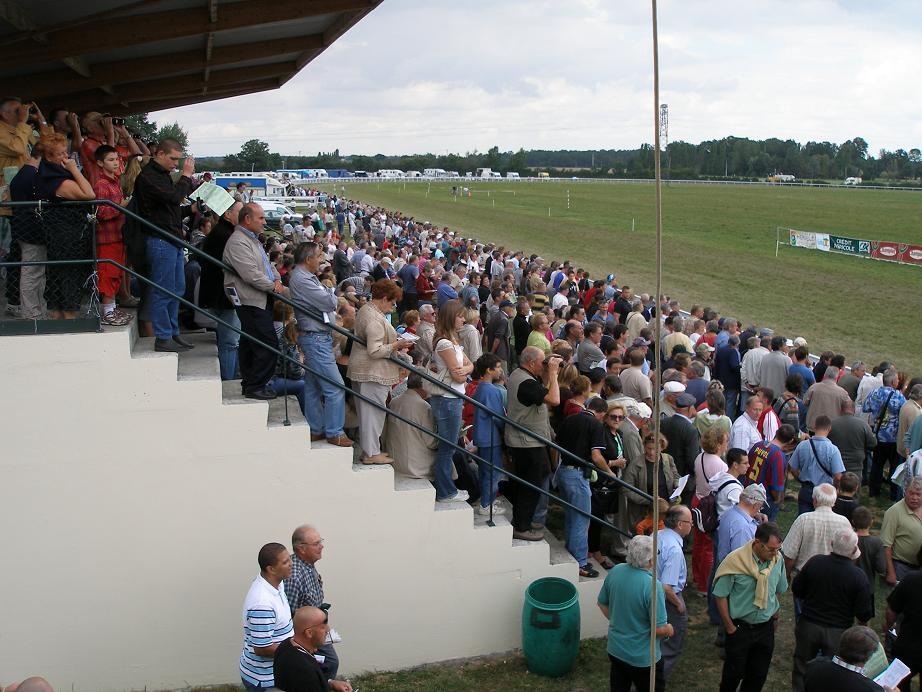
Public
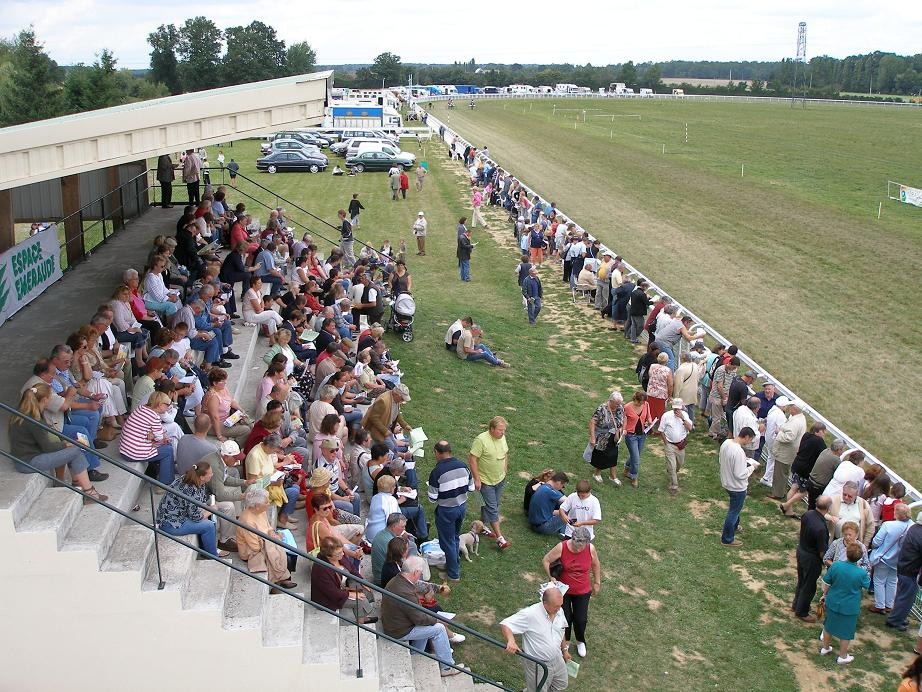
Tribune
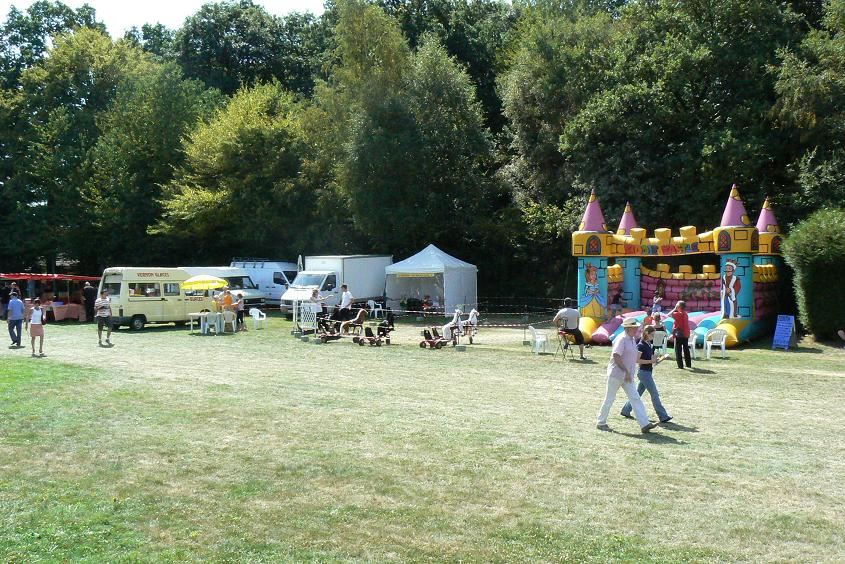
Espace enfants
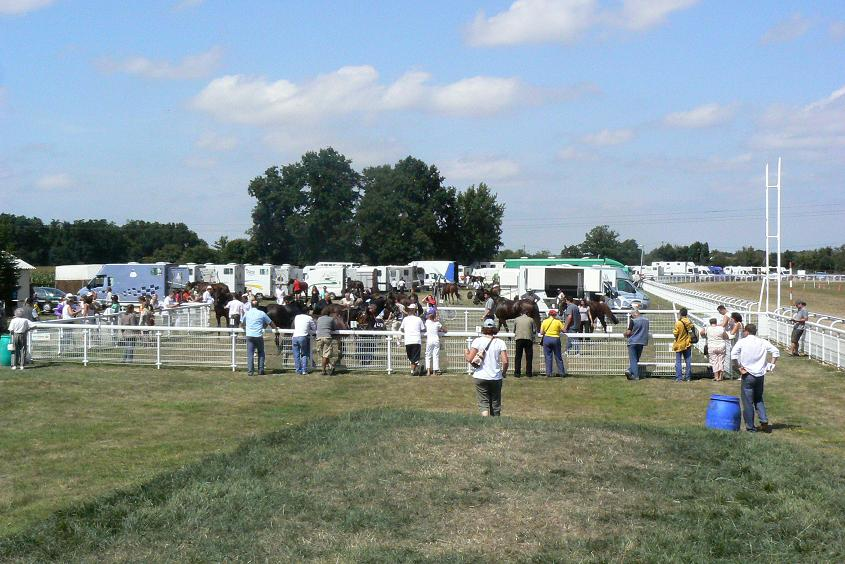
vans
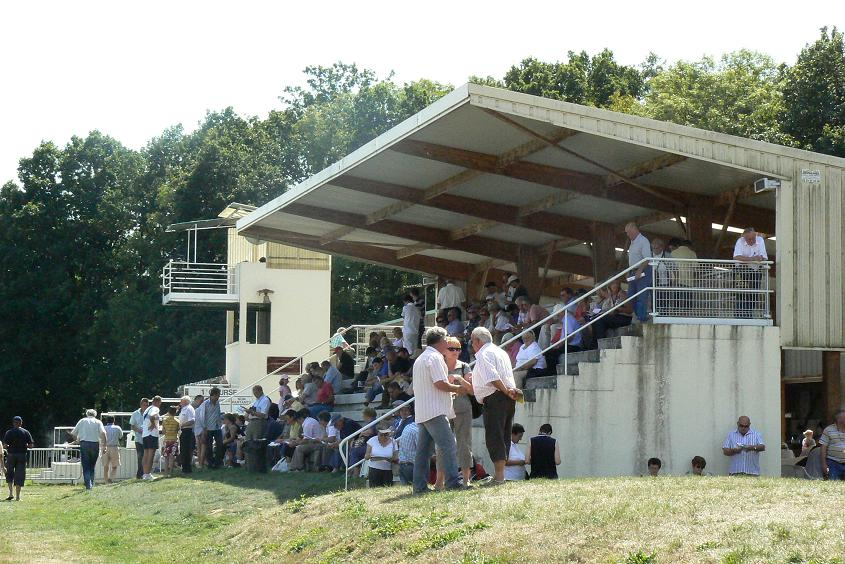
Trot attelé
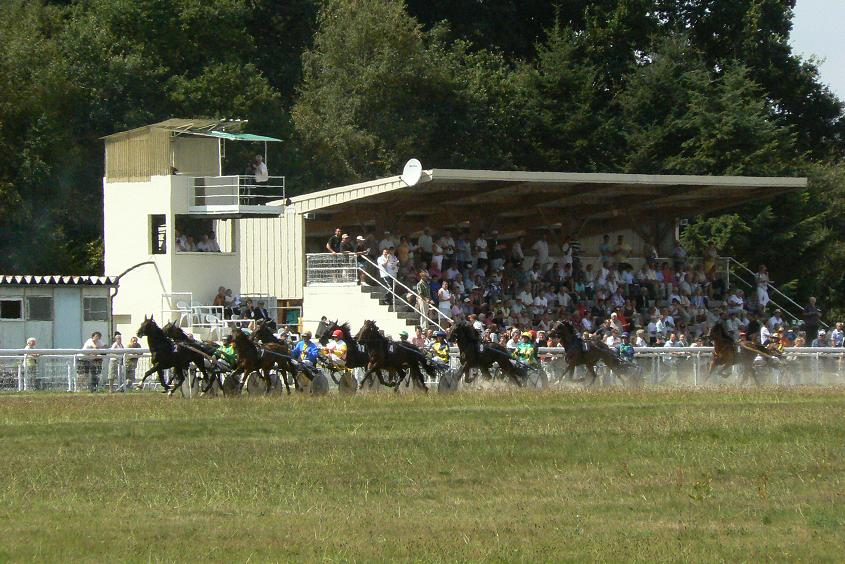
Tribune
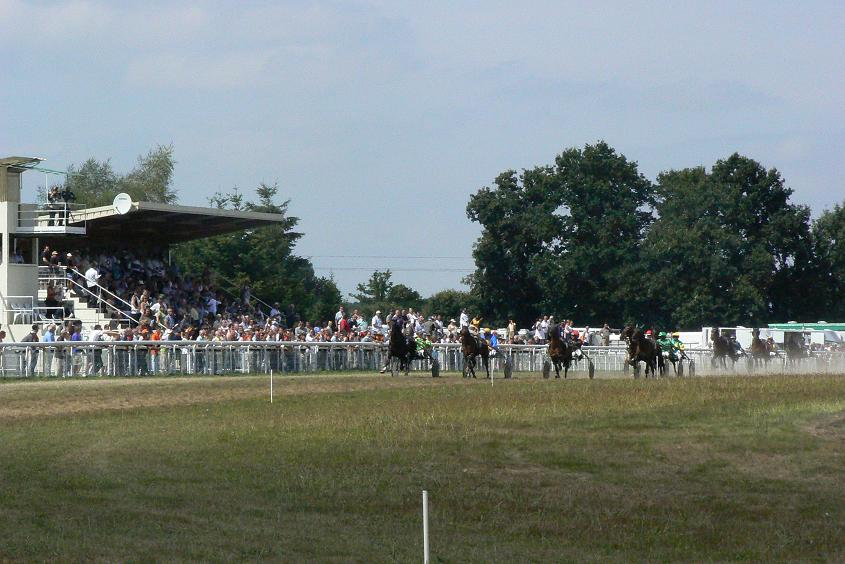
Trot attelé
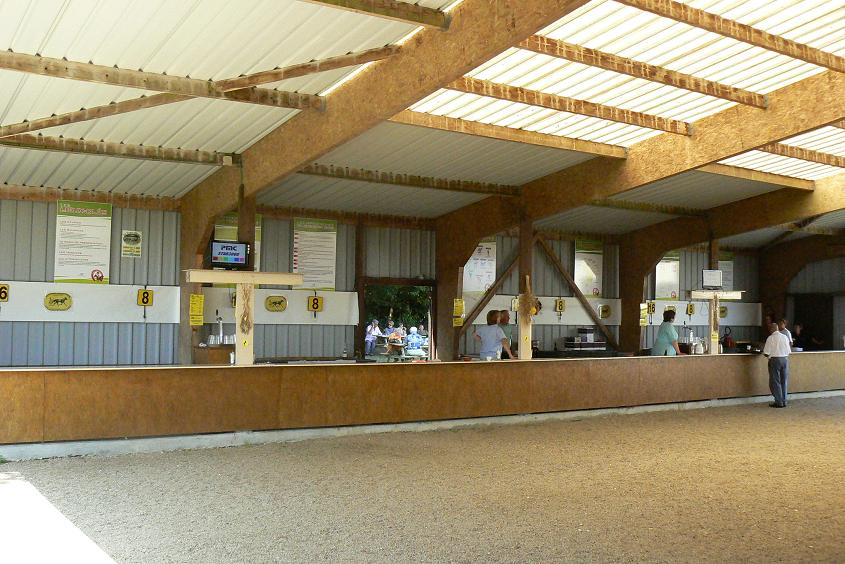
Hall des paris

## Calendrier des courses
L'hippodrome accueille 3 réunions de courses par an, en été :
- En 2009 :
mardi 14 juillet - trot
samedi 15 août - trot
dimanche 16 août - trot

- En 2017 :
vendredi 14 juillet - trot
dimanche 16 juillet - trot
mardi 15 août - trot

## Accès à l'hippodrome
L'hippodrome se situe entre les villes de l'Aigle et de Verneuil-sur-Avre.
- Accès en voiture : N26, 7 km après Verneuil-sur-Avre[3] en direction de l'Aigle
- Accès en train : gare de Verneuil-sur-Avre
- Accès en avion : aérodrome de L'Aigle - Saint-Michel